# Ruský Hrabovec
Ruský Hrabovec est un village de Slovaquie situé dans la région de Košice.

## Histoire
Première mention écrite du village en 1567.

## Démographie

### Évolution de la population
| Année:               | 1994. | 2004.   | 2014.    | 2024.    |
| -------------------- | ----- | ------- | -------- | -------- |
| Nombre de personnes: | 373   | 362     | 318      | 277      |
| Différence:          |       | -2,94 % | -12,15 % | -12,89 % |

| Année:               | 2023. | 2024.   |
| -------------------- | ----- | ------- |
| Nombre de personnes: | 284   | 277     |
| Différence:          |       | -2,46 % |

## Politique
| Nom            | Parti politique         | Date de l'élection | Fin du mandat |
| -------------- | ----------------------- | ------------------ | ------------- |
| Juraj Cinkanič | ĽS-HZDS,SNS,KDH,SDKÚ-DS | 02.12.2006         | Déc. 2010     |